# La Prochaine Fois
La Prochaine Fois est le titre du quatrième roman de Marc Lévy publié en 2004.
Située dans le domaine de la peinture et du paranormal, l'histoire parle d'un amour qui a traversé la mort et les réincarnations, un couple d'amoureux qui se retrouvent siècle après siècle. Mais, dans le passé, leur amour s'est fait des ennemis…

## Good morning
Hhrbxh6
Parti à la recherche d'un tableau mystérieux, Jonathan Gardner, expert en peinture à Boston et spécialiste incontesté de Vladimir Radskin, peintre russe du XIXe siècle, croise la route de Clara, jolie galeriste londonienne.
Ce qui les réunit ? Une vente exceptionnelle de tableaux de Radskin incluant sa dernière œuvre, tableau mythique que personne n'a jamais vu. Johnathan est sur le point de se marier avec une ravissante artiste peintre, Anna. Il doit faire vite pour pouvoir s'occuper avec elle des préparatifs de mariage. Et puis il accepte d'expertiser les tableaux si loin de chez lui non seulement pour assouvir sa passion et sa curiosité, mais aussi pour rendre service à son meilleur ami, Peter Gwel, commissaire-priseur qui entend bien revenir sur le devant de la scène chez Christie's en organisant la vente du siècle.
Paradoxalement, dès le premier regard échangé entre Jonathan et Clara, tous deux sont convaincus de s’être déjà rencontrés... Mais où et quand ?